# Brynach
Brynach o Bynarch (Irlanda? – Nanhyfer, 570) va ser un monjo gal·lès del segle vi, probablement d'origen irlandès, encara que hi ha controvèrsia en els historiadors. Històricament se'l vincula amb el comtat gal·lès de Sir Benfro, on diverses capelles establertes per ell el recorden.

## Biografia
El nom Brynach és d'origen irlandès, i pot ser una derivació del nom Bernach. Alguns historiadors han identificat el sant amb el cabdill Fernach que anà a Gal·les juntament amb Brychan de Brycheiniog; altres dissenteixen, i l'associen amb la indicació Brennach Wyddel o'r Gogledd ("Brennach l'Irlandès del Nord") que apareix als Trioedd Ynys Prydein (les "Tríades gal·leses, recopilació de manuscrits medievals gal·lesos). En el Museu Britànic es conserva una Vida de Sant Brynach del segle xii, que indica que viatjà a Roma i a la Bretanya, per tornar a Gal·les per Aberdaugleddau.

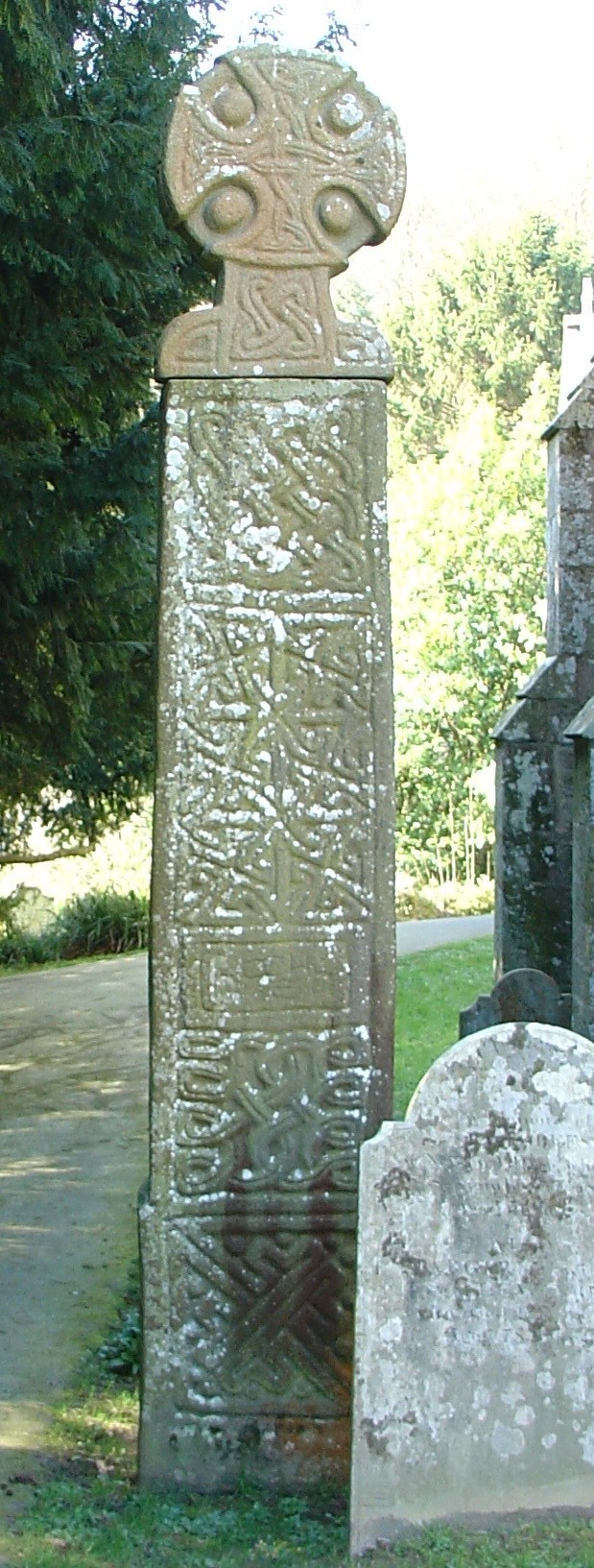
Creu de Nevern, del s. X.

La seva hagiografia ens el presenta com un jove que havia fet tronar i ploure fins a una conversió religiosa -en paral·lel amb molts altres sants catòlics- que n'hauria fet una persona virtuosa exemplar. Els fets de la seva vida, relacions amoroses incloses, són descrites en la seva Vida amb tocs d'humor, un fet poc corrent en les vides de sants coetànies. Sembla que estigué casat amb la filla d'un cabdill local de l'antic comtat gal·lès de Sir Frycheiniog.
En els seus desplaçament per Gal·les aixecà diversos temples: al comtat de Sir Benfro, les esglésies de Dinas, Llanfyrnach (="Església de Brynach") i Pontfaen, i a la conca dels rius Cleddau, Gwan i Camam. La seva fundació més important va ser un monestir als peus de Mynydd Carningli ("Muntanya dels Àngels"), anomenat avui Nanhyfer (Nevern en anglès), construït en terres cedides per Clether, el senyor de la zona. El monjo va tenir alguns conflictes amb el rei de Gwynedd Maelgwn, fins que el sant obrà alguns miracles i feren les paus. Brynach morí a Nanhyfer un 7 d'abril, cap al 570.

## Veneració
En l'església que li és dedicada a Nanhyfer hi ha una creu celta alta, de la qual la tradició diu que és el lloc on primer canta el cucut a Gal·les cada any. Per això, al sant se'l representa com un monjo o un abat amb un cucut a l'espatlla.
Altres llocs on se'l venera, i que hauria visitat en els seus viatges, són Llanboidy, Llanddarog i punts diversos dels antics comtats gal·lesos de Glamorgan, Sir Frycheiniog i Sir Fynwy. Aquestes poblacions mostren una distribució semblant a la de diverses pedres amb inscripcions en l'escriptura Ongham, i ambdós fets portarien a creure en una zona d'influència irlandesa en el sud de Gal·les segons alguns historiadors. La forma gal·lesa d'anomenar-lo, Brynach Wyddel ("Brynach l'Irlandès"), també fa al·lusió als seus suposats orígens.
L'església catòlica celebra la seva festa el 7 d'abril.